# Рыжковская пурга
Рыжковская пурга — стихийное бедствие (снежная пурга, примерно 50 м/с), произошедшее в Воркуте 8—9 февраля 1990 года и совпавшее с визитом в город председателя Совета Министров СССР Н. И. Рыжкова. Сопровождалась серьёзным экономическим ущербом, человеческими жертвами. Впоследствии обросло легендами и стало также крылатым выражением.

## Последствия
Ураган повредил линии электроснабжения, вследствие чего также прекратилась и подача воды.
Городские власти, энергетики, военные и свита Рыжкова предпринимали меры для борьбы со стихией. Восстанавливались обрывы коммуникаций, использовались вездеходы. Большое количество людей застряли на дорогах на так называемом Воркутинском кольце (между городом и посёлками горняков) в занесённых автомобилях и автобусах. Называется различное число погибших. 10 февраля стихия улеглась. Рыжков отбыл с визитом в Таиланд.